# Scott County, Missouri
Scott County är ett administrativt område i delstaten Missouri, USA, med 39 191 invånare. Den administrativa huvudorten (county seat) är Benton.

## Geografi
Enligt United States Census Bureau har countyt en total area på 1 103 km². 1 090 km² av den arean är land och 13 km² är vatten.    

### Angränsande countyn
- Cape Girardeau County - nordväst
- Alexander County, Illinois - nordost
- Mississippi County - sydost
- New Madrid County - söder
- Stoddard County - sydväst